# Campionato africano maschile di pallavolo 2007
Il XVI campionato africano maschile di pallavolo si è svolto dal 16 al 22 settembre 2007 a Durban, in Sudafrica. Al torneo hanno partecipato 9 squadre nazionali africane e la vittoria finale è andata per la quarta volta, la seconda consecutiva, all'Egitto.

## Squadre partecipanti
- Botswana
- Camerun
- Egitto
- Kenya
- Mozambico
- Ruanda
- Sudafrica
- Tunisia
- Zimbabwe

## Gironi
| Girone A                           | Girone B                               |
| ---------------------------------- | -------------------------------------- |
| Camerun Mozambico Ruanda Sudafrica | Botswana Egitto Kenya Tunisia Zimbabwe |

## Fase finale

### Finali 1º e 3º posto
|  | 1º posto - 4º posto | 1º posto - 4º posto | 1º posto - 4º posto |         |        | 1º/2º posto | 1º/2º posto | 1º/2º posto |  |
|  |                     |                     |                     |         |        |             |             |             |  |
|  | Camerun             | Camerun             | 0                   |         |        |             |             |             |  |
|  | Camerun             | Camerun             | 0                   |         |        |             |             |             |  |
|  | Egitto              | Egitto              | 3                   |         |        |             |             |             |  |
|  | Egitto              | Egitto              | 3                   |         | Egitto | Egitto      | 3           |             |  |
|  |                     |                     |                     |         | Egitto | Egitto      | 3           |             |  |
|  |                     |                     | Tunisia             | Tunisia | 2      |             |             |             |  |
|  | Tunisia             | Tunisia             | Tunisia             | Tunisia | 2      | 3           |             |             |  |
|  | Tunisia             | Tunisia             |                     |         |        | 3           |             |             |  |
|  | Sudafrica           | Sudafrica           | 0                   |         |        | 3º/4º posto | 3º/4º posto | 3º/4º posto |  |
|  | Sudafrica           | Sudafrica           | 0                   |         |        |             |             |             |  |
|  |                     |                     |                     |         |        |             |             |             |  |
|  |                     |                     |                     |         |        | Camerun     | Camerun     | 3           |  |
|  |                     |                     |                     |         |        | Camerun     | Camerun     | 3           |  |
|  |                     |                     |                     |         |        | Sudafrica   | Sudafrica   | 0           |  |

## Podio

### Campione
Formazione: 1 Hamdy Awad, 2 Abdalla Ahmed, 3 Mohamed Gabal, 4 Ahmed Abd Elnaeim, 5 Ossama Bakhit, 7 Ashraf Abouel Hassan, 8 Saleh Youssef, 11 Mohmmed Elnafrawy, 13 Mohmmed Badawy, 14 Hossam Shaarawy, 17 Mahmoud Abdelkader, 19 Ahmed Elhfmawy, CT: -

### Secondo posto
Formazione: 1 Baserour Amine, 4 Garci Marwen, 5 Ben Brik Aymen, 7 Ghezel Cheker, 9 Belaid Kaled, 10 Samir Sellami, 12 Kaabi Hichem, 13 Hfaied Noureddine, 14 Ben Hassine Bilel, 15 Guidara Ghazi, 16 Juini Chokrijuini, 18 Hosni Karamosly, CT: -

### Terzo posto
Formazione: 1 Alain Fose, 2 Jean-Pierre Ndongo, 4 El Hadj Abbas, 5 Olivier Nongny, 6 Hermann Engala, 7 Beroes Edongo, 8 Robert Samou, 13 Valery Taih, 14 Wovnembaina, 15 Patrick Tagny, 17 Geir Ges Kari, CT: -

## Classifica finale
| Classifica | Squadre   | Qualificazione       |
| ---------- | --------- | -------------------- |
|            | Egitto    | Coppa del Mondo 2007 |
|            | Tunisia   | Coppa del Mondo 2007 |
|            | Camerun   |                      |
| 4          | Sudafrica |                      |
| 5          | Kenya     |                      |
| 6          | Ruanda    |                      |
| 7          | Botswana  |                      |
| 8          | Zimbabwe  |                      |
| 9          | Mozambico |                      |